# Droga wojewódzka 738
Die Droga wojewódzka 738 (DW 738) ist eine 25 Kilometer lange Droga wojewódzka (Woiwodschaftsstraße) in der polnischen Woiwodschaft Lublin und der Woiwodschaft Masowien, die Słowiki Nowe mit Góra Puławska verbindet. Die Strecke liegt Powiat Kozienicki und im Powiat Puławski.

## Streckenverlauf
Woiwodschaft Masowien, Powiat Kozienicki
-  Słowiki Nowe (DK 48)
-  Bąkowiec (DW 691, DW 782)
-  Gniewoszów (DW 788)
- Regów Nowy
- Wysokie Koło

Woiwodschaft Lublin, Powiat Puławski
- Kowala
-  Bronowice (DK 12, DW 741)
-  Góra Puławska (DW 743, DW 874)